# Kvarntjärnarna (Jokkmokks socken, Lappland, 742780-158005)
Kvarntjärnarna är en sjö i Jokkmokks kommun i Lappland och ingår i Luleälvens huvudavrinningsområde. Kvarntjärnarna ligger i Pärlälvens fjällurskog Natura 2000-område.